# 杜奧女士
《杜奧女士》，為Netflix即將播出的韓國電視劇，由《人性課外課》、《以吾之名》的金鎮民導演執導。

## 演員陣容

### 主要人物
| 演員   | 角色   | 介紹 |
| ------ | ------ | ---- |
| 申惠善 | 金莎拉 |      |
| 李浚赫 | 朴武京 |      |
| 金載原 | 池煊   |      |
| 鄭多彬 |        |      |

## 外部連結
- Daum上《杜奧女士》的資料
- 豆瓣电影上《杜奧女士》的資料 （简体中文）